# Cœur-sur-Mer
Pour plus de détails, voir Fiche technique et Distribution.
Cœur-sur-Mer est une comédie française réalisée en 1950 par Jacques Daniel-Norman, sortie en 1951.

## Synopsis
Au début du film, un prince et son amie quittent leur résidence de Cœur-sur-Mer pour se rendre à Lyon afin d'y commander des tissus pour les robes d'un prochain mariage royal. A Lyon, le prince va passer commande dans une entreprise de soierie dirigée par une caricature de Président-Directeur-Général, portant barbichette et lorgnons. Autour de lui, une jeune secrétaire à l'air austère et un assistant, chanteur de charme à l'occasion, joué par André Claveau. 
La secrétaire du PDG et l'amie du prince se découvrent anciennes camarades de pension et cette dernière entreprend de la conseiller dans son entreprise de séduction de son patron.
Celui-ci succombe aux charmes de sa secrétaire, mais hésite encore à passer aux actes ; il va alors confier son trouble et demander conseil à un de ses vieux amis qui est aussi, depuis vingt ans, le soupirant secret de sa propre épouse. Perfidement, ce dernier l'encourage avec l'intention de le dénoncer à l'épouse.
Prétextant un voyage d'affaires à Londres, il projette de partir pour Cœur sur Mer, mais, il en est empêché par un incident burlesque, provoqué par son assistant et qui lui coûte sa barbichette. Ayant manqué son train, sa secrétaire est partie seule et sans argent. Il envoie alors son fondé de pouvoir, lui porter une certaine somme en attendant de pouvoir la rejoindre. Mais l'argent ne lui parviendra pas car le fondé de pouvoir ira le perdre au casino.
A Cœur-sur-Mer, la secrétaire retrouve d'abord son amie, puis l'ex-assistant de son patron, devenu un barman entouré de jolies filles.
Et bientôt, tous les protagonistes finissent par se retrouver à Cœur sur Mer, jusqu'au happy end final. 

## Fiche technique
- Titre : Cœur-sur-Mer
- Réalisation : Jacques Daniel-Norman
- Scénario : Jacques Daniel-Norman, Jean-Charles Reynaud et Marcel E. Grancher, d'après le roman Feysse-sur-Mer de Marcel E. Grancher
- Dialogues : Jacques Daniel-Norman
- Photographie : André Germain
- Montage : Gabriel Rongier
- Photographe de plateau : Raymond Bègue
- Musique : Louiguy
- Chansons : Maurice Vandair et Jacques Daniel-Norman ; interprétées par André Claveau, Mona Monick et Daisy Daix
- Société de production : André Roy (Roy Films)
- Distribution : Les Films Fernand Rivers
- Format : Noir et blanc - Son mono
- Pays de production :  France
- Genre : Comédie – Film musical
- Date de sortie : 
  - France : 2 mars 1951

Sources : Ciné-Ressources (BiFi), Cinéma-français.fr

## Distribution
- André Claveau : Claudius Paquito, le barman d'une boîte à la mode de Cœur-sur-Mer
- Mona Monick : la secrétaire amoureuse de Claudius
- Daisy Daix : Lulu de Sainte-Cassette
- Armand Bernard : Modeste Cotivet
- Jean Tissier : Palamède
- Jacques Charon : le prince
- Alfred Pasquali : Endive-Meunier, un riche soyeux lyonnais
- Pauline Carton : Apolline
- Fernand Sardou : Titin
- Émile Duard : le monsieur triste
- Solange Sicard : Mme Bonlieu
- Louis Florencie : Albert
- Georgette Tissier : l'amie de l'Anglais
- Jackie Rollin : la bonne de Lulu
- Serge Grave : un employé de soierie
- Odette Barencey
- Romane Andréa

## Réception critique
Selon le réalisateur français Jacques Krier, « Sous prétexte de nous servir une opérette cinématographique, on a ourlé de chansons les balourdises les plus vulgaires. »